# Бодров Михайло Федорович
Михайло Федорович Бодров (рос. Михаил Фёдорович Бодров; нар. 1903 — пом. 1988) — радянський дипломат, надзвичайний і повноважний посол.

## Біографія
Народився у 1903 році. Закінчив Московський фінансовий інститут. Член ВКП(б). Полковник. Нагороджений орденом Леніна (24 серпня 1944). У Міністерстві закордонних справ СРСР з 1946 року:
- з 1946 року по серпень 1948 року — радник Посольства СРСР у Чехословаччині;
- з 6 серпня 1948 року по 27 січня 1954 року — надзвичайний та повноважний посол СРСР у Народній Республіці Болгарії;
- з січня 1954 року по січень 1958 року — заступник начальника Управління МЗС СРСР;
- з 21 січня 1958 року по 15 жовтня 1964 року — надзвичайний та повноважний посол СРСР в Ізраїлі;
- у 1964—1965 роках — на відповідальній роботі у центральному апараті МЗС СРСР;
- у 1965—1966 роках — керуючий справами МЗС СРСР;
- з 24 вересня 1966 року по 8 липня 1970 року — надзвичайний та повноважний посол СРСР у Кувейті.

З 1970 року — у відставці. Помер у 1988 році.